# Idoia Villanueva Ruiz
Idoia Villanueva Ruiz, née le 17 juillet 1980, est une femme politique espagnole membre de Podemos.

## Activités politiques
Le 17 septembre 2015, elle désignée sénatrice par le parlement de Navarre en représentation de la communauté forale de Navarre au Sénat. Elle est députée européenne de 2019 à 2024.